# Mołdawia w Konkursie Piosenki Eurowizji
Mołdawia zadebiutowała w Konkursie Piosenki Eurowizji w 2005. Od czasu debiutu konkursem w kraju zajmuje się mołdawski nadawca publiczny TeleRadio-Moldova (TRM).
Najwyższym wynikiem kraju w konkursie jest trzecie miejsce, zajęte w 2017 przez zespół SunStroke Project z piosenką „Hey, Mamma!”.

## Historia
TeleRadio-Moldova jest członkiem Europejskiej Unii Nadawców (EBU), która pozwoliła wziąć udział w Konkursie Piosenki Eurowizji. Kraj zadebiutował w 50. edycji w 2005 roku.
Po zajęciu 20 miejsca w 2006 roku, TRM ogłosiło, że nie weźmie udziału w następnym konkursie i nie ma budżetu na konkurs w 2007 roku. Jednak po presji opinii publicznej, TRM podpisała dokumenty o udział w konkursie, i wysłała Natalię Barbu z piosenką "Fight". Zajęła 10 miejsce.
W 2008 roku, po czterech latach kraj nie zdołał przejść do finału. Piosenka "A Century of Love", zaśpiewana przez Geta Burlacu, zajęła 12. miejsce w półfinale. W 2009 roku Mołdawia zajęła 14. miejsce w finale dzięki piosenkarce Nelly Ciobanu. W 2010 roku saksofonista Sergey Stepanov z projektu SunStroke Project został fenomenem internetowym zwanym ("Epic Sax Guy").
W 2011 roku, zespół Zdob și Zdub po raz drugi reprezentował Mołdawię z piosenką "So Lucky". Zajęli 12. miejsce w finale.
Od 2014 do 2016 kraj nie zdołał zakwalifikować się do finału. W 2014 Mołdawia zajęła ostatnie miejsce w półfinale, 11. miejsce w półfinale w 2015, i przedostatnie miejsce w 2016 roku. W 2017 roku, Mołdawia zajęła najlepsze miejsce w historii konkursu, wysyłając zespół SunStroke Project który zajął 3. miejsce w finale z piosenką "Hey, Mamma!". W 2019 roku kraj nie zdołał przejść do finału pierwszy raz od 2016 roku, zajmując 12. miejsce w półfinale.
W 2020 roku, Natalia Gordienko, która wcześniej reprezentowała Mołdawię w 2006 roku, została wybrana do reprezentowania kraju z piosenką "Prison". Konkurs jendak nie odbył się z powodu pandemii COVID-19. Gordienko w późniejszym czasie została wybrana na reprezentowanie kraju w 2021 z piosenką "Sugar". Zakwalifikowała się do finału i zajęła 13. miejsce z 115 punktami. Jej 17-sekundowa nota na końcu piosenki "Sugar" została zgłoszona na najdłuższą notę w historii Eurowizji. W 2022 roku w konkursie odbywającym się w Turynie, zespół Zdob și Zdub, który w wcześniejszych latach reprezentował Mołdawię, został wybrany na reprezentowanie kraju wraz z Advahov Brothers. Piosenka Trenulețul zakwalifikowała się do finału i zajęła 7. miejsce z 253 punktami.
Grupa zajęła 2. miejsce w finale (w głosach widzów), co czyni Mołdawii najlepsze miejsce w televoitingu. W 2023 roku 18. miejsce zajęła piosenka "Soarele și luna", artysty Pasha Parfeni, który reprezentował Mołdawię w 2012 roku. W 2024 roku kraj nie dostał się do finału pierwszy raz od pięciu lat, który reprezentowała Natalia Barbu (reprezentantka Mołdawii w 2007 roku), która zajęła 13. miejsce w półfinale.
16 listopada 2024 roku TRM potwierdziło udział w 2025 roku. Jednak 22 stycznia 2025 roku TRM ogłosiło, że wycofuje się z konkursu w wyniku problemów ekonomicznych. Nadawca nie wykluczył powrotu do konkursu.  

## Uczestnictwo
Mołdawia uczestniczyła w Konkursie Piosenki Eurowizji w latach 2005–2024. Poniższa tabela uwzględnia nazwiska wszystkich mołdawskich reprezentantów, tytuły konkursowych piosenek oraz wyniki w poszczególnych latach.
| Rok  | Artysta                         | Piosenka            | Język               | Finał            | Finał            | Półfinał         | Półfinał         |
| Rok  | Artysta                         | Piosenka            | Język               | Miejsce          | Punkty           | Miejsce          | Punkty           |
| ---- | ------------------------------- | ------------------- | ------------------- | ---------------- | ---------------- | ---------------- | ---------------- |
| 2005 | Zdob și Zdub                    | „Boonika bate doba” | angielski, rumuński | 6                | 148              | 2                | 207              |
| 2006 | Arsenium i Natalia Gordienko    | „Loca”              | angielski           | 20               | 22               | Top 11           | Top 11           |
| 2007 | Natalia Barbu                   | „Fight”             | angielski           | 10               | 109              | 10               | 91               |
| 2008 | Geta Burlacu                    | „A Century of Love” | angielski           | –                | –                | 12               | 36               |
| 2009 | Nelly Ciobanu                   | „Hora din Moldova”  | rumuński, angielski | 14               | 69               | 5                | 106              |
| 2010 | SunStroke Project i Olia Tira   | „Run Away”          | angielski           | 22               | 27               | 10               | 52               |
| 2011 | Zdob și Zdub                    | „So Lucky”          | angielski           | 12               | 97               | 10               | 54               |
| 2012 | Pasha Parfeni                   | „Lăutar”            | angielski           | 11               | 81               | 5                | 100              |
| 2013 | Aliona Moon                     | „O mie”             | rumuński            | 11               | 71               | 4                | 95               |
| 2014 | Cristina Scarlat                | „Wild Soul”         | angielski           | –                | –                | 16               | 13               |
| 2015 | Eduard Romaniuta                | „I Want Your Love”  | angielski           | –                | –                | 11               | 41               |
| 2016 | Lidia Isac                      | „Falling Stars”     | angielski           | –                | –                | 17               | 33               |
| 2017 | SunStroke Project               | „Hey, Mamma!”       | angielski           | 3                | 374              | 2                | 291              |
| 2018 | DoReDoS                         | „My Lucky Day”      | angielski           | 10               | 209              | 3                | 235              |
| 2019 | Anna Odobescu                   | „Stay”              | angielski           | –                | –                | 12               | 85               |
| 2020 | Natalia Gordienko               | „Prison”            | angielski           | Konkurs odwołany | Konkurs odwołany | Konkurs odwołany | Konkurs odwołany |
| 2021 | Natalia Gordienko               | „Sugar”             | angielski           | 13               | 115              | 7                | 179              |
| 2022 | Zdob și Zdub i Advahov Brothers | „Trenulețul”        | rumuński            | 7                | 253              | 8                | 154              |
| 2023 | Pasha Parfeni                   | „Soarele și luna”   | rumuński            | 18               | 96               | 5                | 109              |
| 2024 | Natalia Barbu                   | „In the Middle”     | angielski           | –                | –                | 13               | 20               |

## Historia głosowania w finale (2005–2024)
Poniższe tabele pokazują, którym krajom Mołdawia przyznaje w finale najwięcej punktów oraz od których państw mołdawscy reprezentanci otrzymują najwyższe noty.
| L.p. | Kraj        | Punkty |
| ---- | ----------- | ------ |
| 1    | Ukraina     | 193    |
| 2    | Rumunia     | 159    |
| 3    | Rosja       | 148    |
| 4    | Azerbejdżan | 103    |
| 5    | Szwecja     | 100    |

| L.p. | Kraj       | Punkty |
| ---- | ---------- | ------ |
| 1    | Rumunia    | 182    |
| 2    | Portugalia | 100    |
| 3    | Ukraina    | 83     |
| 4    | Rosja      | 79     |
| 5    | Włochy     | 75     |